# Centronaxa montanaria
Centronaxa montanaria là một loài bướm đêm trong họ Geometridae.